# Deutsche Friedens-Union
Die Deutsche Friedens-Union (DFU) war eine 1960 gegründete, linksgerichtete Kleinpartei in der Bundesrepublik Deutschland, deren Wahlergebnisse nicht für den Einzug in ein Parlament ausreichten. 1984 gab sie ihren Parteistatus auf. Am 6. Juni 1990 beschloss der letzte Unionstag der DFU nach dem Ende der finanziellen Förderung seitens der SED die Auflösung der Bundesorganisation. Einzelne Landesverbände arbeiteten hingegen noch einige Jahre weiter.

## Geschichte und Programmatik der DFU

### Gründung
Im Oktoberheft 1960 der Blätter für deutsche und internationale Politik erschien erstmals ein „Aufruf zur Sammlung“, datiert auf den 15. Oktober, der einen Zusammenschluss aller Freunde einer deutsch-deutschen Verständigung und Gegner einer atomaren Aufrüstung verlangte, unabhängig von ihrer weltanschaulichen Richtung. Der Aufruf stammte aus dem Umfeld von Gruppen wie dem Fränkischen Kreis, in dem sich 1953 Gegner der Pläne zu einer Europäischen Verteidigungsgemeinschaft organisiert hatten, und dem Deutschen Klub 1954. Die Initiative ging offenbar von dem Würzburger Staatswissenschaftler Franz Paul Schneider aus. Im selben Heft wurde ein Appell von Vertretern der Kirchlichen Bruderschaften der Evangelischen Kirche in Deutschland („Heidelberger Konferenz“) mit ähnlicher Stoßrichtung abgedruckt.
Auf diese Aufrufe hin trafen sich am 29. Oktober 1960 36 Personen in Frankfurt am Main und fassten den Beschluss, eine Sammlungspartei zu gründen, die sich auf ein „politisches Notprogramm“ einigen sollte. Eingeladen hatten Viktor Agartz für den
„Zentralausschuss der ausgeschlossenen und ausgetretenen Sozialdemokraten“, Renate Riemeck für die Internationale der Kriegsdienstgegner, Wilhelm Elfes für den Bund der Deutschen, Franz Paul Schneider für den Fränkischen Kreis, Karl Graf von Westphalen für den Deutschen Klub 1954 und Hans Wirtz, ein katholischer Schriftsteller. Sie beschlossen einen Gründungsaufruf, der dann von 158 Personen unterzeichnet wurde. Das Spektrum setzte sich aus sozialistischen und „eher linksbürgerlichen“ Kreisen zusammen, richtete sich jedoch explizit auch an Mitglieder der 1956 verbotenen KPD. Der Aufruf reagierte auf politische Entwicklungen in der Bundesrepublik Deutschland, die die Unterzeichner für „ein Verderben“ hielten, insbesondere die Aufrüstung und die Westintegration. Wichtig für die Parteigründung war, dass einerseits die SPD mit ihrem Bekenntnis zur Landesverteidigung und dem Godesberger Programm als parlamentarische Ansprechpartnerin für pazifistische und neutralistische Positionen praktisch ausfiel, sich andererseits aber international etwa in John F. Kennedys Politik Anzeichen für eine Überwindung des Kalten Kriegs zugunsten einer Entspannungspolitik erkennen ließen.
Gegründet wurde die Partei schließlich am 17. Dezember 1960 in Stuttgart. Bereits zu diesem Zeitpunkt zeigte sich jedoch, dass es nicht gelungen war, eine breite Sammlungsbewegung zu formieren. Die neue Partei war eher ein Bündnis „von Kommunisten und Sozialisten, linken Christen [...] verschiedenen pazifistischen Organisationen und einigen bürgerlich-konservativen Persönlichkeiten“. Unter anderem schied Agartz bereits in dieser Phase wieder aus, weil er eine explizit sozialistische Partei für nötig hielt, die mit dem mehrheitlich gewünschten Sammlungskonzept nicht vereinbar war. Aber auch bürgerliche Aktivisten wie Alexander Graf Schenk von Stauffenberg und Robert Scholl zogen sich zurück, weil ihnen der Akzent auf neutralistischen Vorstellungen nicht stark genug war, und orientierten sich in Richtung auf national-neutralistische Bestrebungen, die später in die Aktionsgemeinschaft Unabhängiger Deutscher mündeten. Erfolgreich war die Partei hingegen mit dem Versuch, protestantische Christen aus der Tradition der Bekennenden Kirche zu gewinnen. Dafür stand unter anderem der Darmstädter Studentenpfarrer Herbert Mochalski, der von 1948 bis 1951 Geschäftsführer des Bruderrats der EKD gewesen war und später der Gesamtdeutschen Volkspartei angehört hatte. Evangelische Christen und besonders Pfarrer hatten dauerhaft einen erheblichen Anteil an den DFU-Aktivitäten.
Bei der Parteigründung spielte zugleich, unabhängig davon, ob das allen Beteiligten bewusst war, die Strategie der SED eine wichtige Rolle. Nach dem KPD-Verbot orientierte etwa die nach Ostberlin ausgewichene KPD-Führung schon 1958 darauf, eine Sammlungsbewegung „aus allen Parteien und Schichten der Bevölkerung“ zu schaffen, die an der Bundestagswahl 1961 teilnehmen könne. Die SED beobachtete in den folgenden Jahren die Entwicklung oppositioneller Vereinigungen in der Bundesrepublik und gab die taktische Devise aus, ein solches Bündnis „bis in die Reihen der Bourgeoisie voranzutreiben“ und politisch zu „beeinflussen“, wie aus einem Sitzungsprotokoll des Politbüros der SED von 1960 hervorging. Hubertus Knabe interpretierte das Verhältnis zwischen Gründern und SED so, dass die DFU „auf hintergründiges Betreiben von SED und DDR-Staatssicherheit“ gegründet worden sei. Dies ist jedoch mehrfach relativiert worden. So weist Rolf Schönfeldt darauf hin, dass zwar die Bündnisstrategie der illegalen KPD-Leitung in Ostberlin wichtig für die Parteigründung und -entwicklung war, die Strömungen innerhalb der DFU jedoch sehr heterogenen Charakter hatten. Auch Manfred Rowold hält fest, dass es massive Auseinandersetzungen zwischen kommunistischen und „bürgerlichen“ Kräften in der DFU gab, die keineswegs durchgängig zugunsten der kommunistischen Seite ausgingen.

### Gründungsprogramm und erster Wahlkampf
Das erste Programm der DFU (1960) zielte entsprechend der Gründungsgeschichte auf einen Minimalkonsens; auf gesellschaftspolitische und ideologische Festlegungen wurde weitestgehend verzichtet. Als Hauptziel definierte es die Wiedervereinigung Deutschlands, der die Blockkonfrontation und die Aufrüstung entgegenstünden. Daraus leiteten sich die Forderungen ab: strikte Ablehnung von Atomwaffen, Abrüstung in Mitteleuropa entsprechend dem Rapacki-Plan, Neutralität ganz Deutschlands in der Blockkonfrontation und direkte Verhandlungen zwischen der Bundesrepublik und der DDR. Zum Konsens zählte auch, dass diese Ziele nicht ohne Zusammenarbeit mit Kommunisten und nicht gegen die Sowjetunion erreichbar seien. Das wichtigste innenpolitische Ziel war das Auftreten gegen die bereits damals von der Bundesregierung geplanten Notstandsgesetze. Auf anderen Politikfeldern kam es nur zu sehr allgemeinen Forderungen, etwa nach „sozialer Sicherheit und geistigen Entfaltungsmöglichkeiten“, die durch die Reduktion des Verteidigungshaushalts möglich würden.
Das erste Direktorium der Partei umfasste drei Personen: Renate Riemeck, Karl von Westphalen und Lorenz Knorr. Die Bundesgeschäftsführung übernahm 1962 der Pfarrer Heinrich Werner, der seit 1964 auch dem Direktorium angehörte. Die einzige nennenswerte Aktivität in den ersten Monaten ihrer Existenz war ein intensiv betriebener Wahlkampf für die Bundestagswahl 1961. Die Wahlkampfleitung lag in den Händen von Klaus Rainer Röhl, dem Herausgeber der Zeitschrift konkret, der der illegalen KPD nahestand. Riemeck gelang es, von Albert Schweitzer die Erlaubnis zu erhalten, mit seinem Namen für die Wahl der DFU zu werben. Die Wahlplakate wiesen die Bilder von Schweitzer, der als Friedensnobelpreisträger große Popularität genoss, und Riemeck auf. Der Bundespräsident Theodor Heuss erhielt auf seine briefliche Anfrage an Schweitzer die Antwort, er habe der DFU zwar die Verwendung seines Namens, nicht aber seines Bildes erlaubt, werde aber dagegen nichts unternehmen.
Der Wahlkampf ließ sich zunächst recht erfolgversprechend an; Wahlprognosen ließen vier bis sieben Prozent der Stimmen erwarten. Ermutigend wirkte auch der Wahlerfolg der Deutschen Demokratischen Union, die der DFU sehr nahestand, bei der Landtagswahl im Saarland im Dezember 1960: 5,0 Prozent der Stimmen und damit Einzug in den Landtag des Saarlandes. Die SPD verlangte öffentlich ein Verbot der DFU, die sie als Tarnorganisation der verbotenen KPD bezeichnete; die CDU schloss sich dieser Forderung jedoch aus wahltaktischen Gründen nicht an, weil sie der DFU Stimmengewinne auf Kosten der SPD zutraute. Äußerst negativ auf die Wahlaussichten der DFU wirkte sich jedoch der Bau der Berliner Mauer aus, der mitten in die heiße Phase des Wahlkampfs fiel. Nach diesem Ereignis erschien eine Politik der Wiedervereinigung unter Vorzeichen der Neutralität kaum mehr realistisch. Dazu kam, dass die Bundesgeschäftsstelle der DFU unmittelbar nach dem Mauerbau verlauten ließ, dieser (in der Erklärung als die „neuen Kontrollmaßnahmen in Berlin“ bezeichnet) sei durch die „verhandlungsfeindliche Deutschlandpolitik“ der westdeutschen Politiker verschuldet, eine Bewertung, die in der DFU keineswegs allgemein geteilt wurde und unter anderem zum Parteiaustritt des Bremer Landesverbandsvorsitzenden, Robert Hartke, führte. Die DFU erreichte nur etwa 600.000 Stimmen (1,9 Prozent) und scheiterte damit sehr deutlich an der 5-Prozent-Hürde.

### Flügelkämpfe und weitere Parlamentskandidaturen

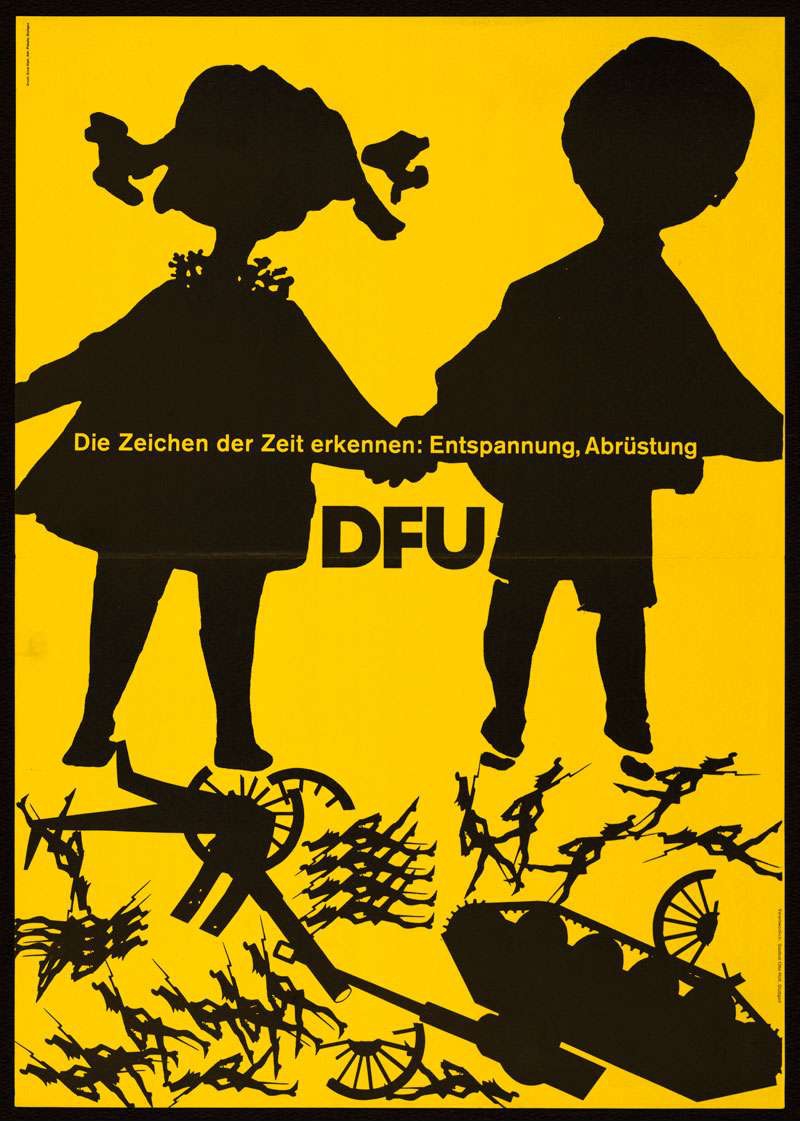
Plakat zur Landtagswahl in Baden-Württemberg 1964

Auf die Wahlniederlage von 1961 folgten heftige Flügelkämpfe. Im relativ schwachen niedersächsischen Landesverband konnte sich ein national-neutralistischer Flügel unter Führung des Landesvorsitzenden Gerhard Bednarski etablieren, der aus dem Bund der vertriebenen Deutschen kam, aber auch Verbindungen zur rechtsradikalen Deutschen Reichspartei hatte. Dieser versuchte mit seinem Entwurf eines neuen Parteiprogramms, an die zu dieser Zeit relativ häufigen militanten Bauerndemonstrationen anzuschließen, um der DFU so gerade auf dem Land im agrarisch dominierten Niedersachsen ein neues Potenzial zu erschließen. Bednarskis konservative Ausrichtung brachte ihn auch zu dem Versuch, die kommunistischen Mitglieder sowie den Bund der Deutschen aus der DFU herauszudrängen. In dieser Kraftprobe mit der Parteizentrale zog er den Kürzeren und wurde 1963 aus der Partei ausgeschlossen, zusammen mit einer Gruppe rechter Exponenten innerhalb der DFU. Er begründete sodann 1965 die Aktionsgemeinschaft Unabhängiger Deutscher mit. Das Ergebnis bei der Landtagswahl in Niedersachsen 1963 fiel nach diesen Auseinandersetzungen  ausgesprochen schwach aus (0,6 Prozent gegenüber noch 1,3 Prozent im Land Niedersachsen bei der Bundestagswahl 1961); aber auch andere Landtagswahlen brachten nur wenig bessere Resultate (am besten noch die Bürgerschaftswahl in Hamburg 1961 mit 2,9 Prozent der Stimmen).
So gab es im Vorfeld der Bundestagswahl 1965 weitere parteiinterne Konflikte. Die bürgerlichen Kräfte erhielten im Bundesvorstand von 1965 eine deutliche Mehrheit, von 60 Vorstandsmitgliedern waren nur noch drei Kommunisten. Aus Ostberlin gab es vor der Wahl Versuche, die DFU von einer selbstständigen Bundestagskandidatur abzuhalten, da es für taktisch aussichtsreicher gehalten wurde, die SPD zu unterstützen, um einen weiteren Sieg der CDU zu verhindern. Dennoch rief der KPD-Vorsitzende Max Reimann im Juni 1965 von Ostberlin aus zur Wahl der DFU auf, musste es sich daraufhin jedoch gefallen lassen, öffentlich als „ungebetener Wahlhelfer“ bezeichnet zu werden. Anfang August deutete Walter Ulbricht wiederum öffentlich an, dass eine Wahlentscheidung für die SPD sinnvoll sein könne. Trotz dieser Verunsicherungen trat die DFU zur Bundestagswahl im September an, und zwar mit einer Kandidatenliste, die etwa zu einem Viertel aus ehemaligen KPD- oder FDJ-Funktionären bestand, erlitt aber erneut eine schwere Niederlage mit nur 1,3 Prozent der Stimmen.
Danach berücksichtigten die DFU-Gremien die dringlichen Wünsche aus Ostberlin und verzichteten auf eine Kandidatur bei den Landtagswahlen des Jahres 1966 zugunsten eines Wahlaufrufs für die SPD. Mit der Bildung der Großen Koalition im November 1966 änderte sich die politische Lage jedoch grundlegend, und die SPD kam in Regierungsverantwortung. Daraufhin nahm die DFU an den Landtagswahlen von 1967 teil und erreichte dabei in Bremen ihr absolut bestes Ergebnis mit 4,2 Prozent. Die Wahlen dieses Jahres waren die letzten Parlamentswahlen, an denen sich die DFU flächendeckend mit selbstständigen Kandidaturen beteiligte. Als DFU stellte die Partei nur noch „Zählkandidaten“ in einzelnen Wahlkreisen bei Landtagswahlen oder auch in einzelnen Kommunalwahlen auf, vermutlich um ihren Parteistatus nicht zu verlieren.

### Außerparlamentarische Arbeit und Wahlbündnisse
Die DFU beteiligte sich nunmehr stärker an außerparlamentarischen Initiativen, insbesondere der Ostermarschbewegung und dem Kampf gegen die Notstandsgesetze. Dabei stieß sie allerdings immer wieder auf Kritik vonseiten dieser Initiativen, die ihr eigentlich wohlwollend gegenüberstanden. So protestierte Andreas Buro 1965 in einem Brief an den Bundesvorstand der DFU gegen Versuche, die Ostermarschierer für Kandidaturen der DFU einzuspannen, und bestand auf der parteipolitischen Neutralität der Friedensinitiativen. Auch bei der Neuen Linken wurde die DFU skeptisch betrachtet, insbesondere wegen des Charakters einer Bündnispartei. Ihre organisatorische Kompetenz und die langjährigen Erfahrungen ihrer Funktionäre brachten ihr dennoch einen gewissen Status ein.
Mit diesem Strategiewechsel war auch eine programmatische Umorientierung verbunden. Hatte das Wahlprogramm von 1965 noch die Wiedervereinigung auf dem Weg über eine deutsche Konföderation als Ziel vorgesehen, so ließ das Hanauer Programm von 1968 dieses mittlerweile offensichtlich unrealistische Ziel fallen und forderte nunmehr eine Anerkennung der DDR durch die bundesdeutsche Regierung. Auch auf innenpolitischem Gebiet legte sich die Partei nun stärker fest als in ihren ersten Jahren: Sozialisierung der Schlüsselindustrien und Demokratisierung der Gesellschaft gehörten zu den Hanauer Forderungen. Dennoch richteten sich alle nennenswerten Aktivitäten der Partei weiterhin auf Friedens- und Deutschlandpolitik sowie die Notstandsgesetze.
Im Jahr 1968 fusionierte die DFU mit der Deutschen Demokratischen Union (DDU).
Bereits seit Ende 1966 hatten einzelne DFU-Politiker, etwa Lorenz Knorr, die Schaffung eines neuen breiten Linksbündnisses für die Bundestagswahl 1969 ins Auge gefasst. Dieser Plan, der außerhalb der DFU vor allem durch die Professoren Wolfgang Abendroth, Werner Hofmann und Helmut Ridder (Gießener Kreis) verfolgt wurde, führte jedoch zu einem weitaus schmaleren Bündnis als beabsichtigt, das kaum über die Grenzen der DFU und der späteren DKP hinausging. Das für die baden-württembergische Landtagswahl 1968 formierte Wahlbündnis Demokratische Linke, an dessen Gründung sich die DFU 1967 beteiligte, konnte nur 2,3 Prozent erzielen; zudem gab es in der DFU erhebliche Widerstände gegen dieses Bündnis, weil dort ehemalige KPD-Funktionäre in weit größerer Zahl auftraten als in der DFU. Unter anderem trat der zweite Landesvorsitzende der DFU in Baden-Württemberg aus Protest gegen das Bündnis zurück. Auch an dem Wahlbündnis Aktion Demokratischer Fortschritt zur Bundestagswahl 1969 beteiligte sich die DFU; freilich konnte es neben der DFU lediglich den Bund der Deutschen, die Demokratische Linke und die neu gegründete Deutsche Kommunistische Partei sammeln und erlebte bei der Wahl geradezu ein Fiasko mit nicht einmal 200.000 Stimmen, also einem Drittel der Stimmen, die die DFU 1961 allein erreicht hatte.
Die Misserfolge dieser Bündnisse sowohl bei ihren Trägern als auch bei den Wählern wurden und werden hauptsächlich der Beteiligung der DKP angelastet, die unter anderem vorbehaltlos den Einmarsch der Warschauer-Pakt-Truppen in Prag 1968 unterstützte. Die DFU äußerte sich zu diesem Thema weitaus ambivalenter. Arno Behrisch begrüßte bei einer Bundesvorstandssitzung am 31. August 1968 ebenfalls öffentlich die Intervention, erhielt aber heftigen Gegenwind. Am Folgetag wurde ein Vorstandsbeschluss gefasst und publiziert, der insgesamt explizit Bedauern über den Einmarsch äußerte und etwas nebulös von „unterschiedlichen Auffassungen“ sprach. Zwei führende Parteifunktionäre (darunter Jan Friedrich Tönnies) traten von ihren Ämtern zurück und in Zeitungsberichten war von einer Austrittswelle die Rede. Dennoch hielt die DFU am Bündnis mit der DKP fest und blieb ihr auf Dauer eng verbunden. Die Neugründung einer legalen kommunistischen Partei führte jedoch auch dazu, dass die DFU zahlreiche Mitglieder einbüßte, die zur DKP wechselten. Rolf Schönfeldt resümierte: „Mit der Gründung der DKP verlor die DFU ihren kommunistischen Flügel.“

### Der Krefelder Appell
Seit 1972 engagierte sich die DFU stark in einem neuen Thema, nämlich dem Kampf gegen den sogenannten Radikalenerlass. Ihre Vorstandsmitglieder Horst Bethge und Erich Roßmann gehörten zu den Gründern der Initiative Weg mit den Berufsverboten!. Ab Mitte der 1970er Jahre wandte man sich erneut der Abrüstungspolitik zu. Anlass war zunächst die Diskussion über die Neutronenbombe und später vor allem der Beschluss der NATO, Pershing-Raketen und Cruise-Missiles in Europa und speziell auf deutschem Boden aufzustellen, der so genannte NATO-Doppelbeschluss.
In der Auseinandersetzung um diesen NATO-Beschluss gelang der DFU ihr „größter Mobilisierungserfolg“, nämlich der Krefelder Appell, der 1980 von Gert Bastian und dem DFU-Direktoriumsmitglied Josef Weber entworfen wurde. Er gab den Anstoß zu einer großangelegten Unterschriftenkampagne gegen den NATO-Beschluss, in deren Verlauf nach Angaben der Initiatoren mehr als fünf Millionen Unterschriften gesammelt werden konnten. Ob diese Zahl korrekt war, ist ungewiss; die Kampagne wirkte jedoch weit über das DFU-Umfeld hinaus und erreichte über Bastian und Petra Kelly das Spektrum der entstehenden Partei Die Grünen sowie große Teile der SPD.
Die Zusammenarbeit mit Kommunisten hatte seit ihrer Gründung zu den öffentlich vertretenen Grundsätzen der DFU gehört. Speziell die Kooperation mit der DKP blieb eng. Dennoch kam es an exponierten Punkten auch zu öffentlich ausgetragenen Differenzen. Dies galt vor allem für die 1976 vollzogene Ausbürgerung von Wolf Biermann aus der DDR. Das Direktoriumsmitglied der DFU Arno Behrisch bezeichnete diesen Akt in scharfem Gegensatz zur offiziellen Linie der DKP als „Verletzung von Menschenrechten“, und die DFU-nahe Deutsche Volkszeitung öffnete ihre Spalten auch prominenten DKP-Mitgliedern, die gegen Biermanns Ausbürgerung protestierten, so etwa dem Münchner Professor Horst Holzer. Diese Differenzen konnten jedoch die enge Verbindung zur DKP nicht auf Dauer gefährden.

### Aufgabe des Parteistatus und Auflösung
Nach dem Abflauen der Friedensbewegung gab die DFU 1984 den Status einer politischen Partei auf und bezeichnete sich als „Politische Vereinigung“. Sie beteiligte sich in den folgenden Jahren an der Friedensliste, die auch zahlreiche aus der DFU kommende Kandidaten bei Wahlen aufstellte, ohne jedoch Erfolge zu erzielen. Als 1989 die finanzielle Förderung aus der DDR ausblieb, kam es zu Auflösungserscheinungen der DFU. 1990 beschloss die Bundesorganisation die Selbstauflösung, einzelne Landesverbände arbeiteten noch eine Zeitlang weiter, ohne nennenswerte Wirkung zu erreichen.

## Finanzierung
Von Beginn an war die DFU mit Vorwürfen konfrontiert, sie werde aus der DDR finanziell gefördert. Offiziell hatte sie dies stets abgestritten, es erwies sich im Zuge ihrer Auflösung und nach dem Ende der DDR jedoch als zutreffend. Sie erhielt verdeckte Mittel aus der Abteilung Verkehr des Zentralkomitees der SED. Über die Höhe dieser Förderung gibt es nur punktuelle Angaben, sie muss jedoch beträchtlich gewesen sein. So hieß es in einer Notiz vom 20. Februar 1973, die Heinz Geggel für Albert Norden verfasste und die im SAPMO erhalten geblieben ist: „Die DFU erhält von uns monatlich 277.000 DM“, und im Valuta-Haushaltsplan des Zentralkomitees der SED vom 31. Januar 1989 waren für das kommende Haushaltsjahr unter anderem 3,1 Millionen DM für 31 hauptamtliche Stellen bei der DFU vorgesehen; den Finanzplan genehmigte Erich Honecker zwei Tage vor seinem Sturz, am 15. Oktober 1989, mit dem handschriftlichen Vermerk „Einverstanden“. Am 29. November 1989 hielt der Bundesgeschäftsführer Willi van Ooyen in einem Interview mit der taz Bremen fest, dass durch die „Entwicklung in der DDR“ eine „entscheidende Finanzquelle überraschend versiegt“ sei. Der geschäftsführende Landesvorstand der DFU Bremen gab in einem Brief an die Mitglieder an, es sei nun „an den Tag gekommen, dass die DFU zu rund 80 Prozent von Geldern aus der DDR abhängig gewesen“ sei. Die Organisation, die „sich der Demokratie und dem Frieden radikal verpflichtet“ fühle, sei  „durch konspirative Fremdfinanzierung diskreditiert worden“.
Über die Art der konspirativen Förderung durch die Abteilung Verkehr beim ZK der SED in den 1960er Jahren, als in der Bundesrepublik Deutschland keine legale kommunistische Partei bestand, gibt es vereinzelte Informationen. So ist dokumentiert, dass Geldbeträge per Kurier nach Frankreich (Metz) gebracht und dort abgeholt wurden, in dem dokumentierten Fall durch eine ehemalige KPD-Stadtverordnete.
Ab 1969 liegen jährliche Rechenschaftsberichte der DFU nach dem Parteiengesetz von 1967 vor. Demzufolge hat sich die DFU zu etwa 5 bis 10 Prozent aus Mitgliedsbeiträgen finanziert, die restlichen 90 bis 95 Prozent der Einnahmen waren als Spenden deklariert. Für die Jahre 1982 und 1983 wurden Rechenschaftsberichte in der Bundestagsdrucksache veröffentlicht; sie gaben etwa 15 Prozent Mitgliederbeiträge, gut 80 Prozent Spenden und geringfügige „übrige Einnahmen“ an.

## Charakterisierung und politische Einordnung
Nach einer gängigen Unterteilung von Richard Stöss gehörte die DFU zum Typ der teiloppositionellen Parteien. Auch als Sammlungspartei ist sie bezeichnet worden. Sie verzichtete mithin auf eine grundsätzliche, etwa systemoppositionelle weltanschauliche Festlegung und ein umfassendes Programm, um eine Sammlung sehr heterogener Gruppierungen zu erreichen, die gemeinsam für eine „neutralistisch-pazifistische“ Opposition gegenüber der Westbindungs- und Rüstungspolitik der Bundesregierung eintraten. Programmatisches Ziel war in den ersten Jahren die Lösung der deutschen Frage durch eine Annäherung und schließlich Wiedervereinigung der beiden deutschen Staaten. Das vereinte Deutschland sollte keinem der beiden Machtblöcke des Kalten Kriegs angehören (Neutralisierung) und weitgehend abgerüstet sein, insbesondere keine Atomwaffen beherbergen.
In der Gründungsphase war ein sehr breites Bündnis von Kommunisten, Sozialisten, Christen, Konservativen, Neutralisten und Nationalisten anvisiert worden, „von links bis rechts“, das in Einzelfällen bis ins rechtsradikale Lager reichen konnte. Es gelang aber nicht, diese Breite zu realisieren. Rolf Schönfeldt beschreibt anhand der Zielgruppen der DFU-Politik drei Phasen der Parteientwicklung: zunächst die Orientierung an diesem breiten Bündnis (etwa bis zum Ausschluss des rechten Flügels 1963), dann eine Orientierung auf linke Zielgruppen im Bereich von APO, SPD und Gewerkschaften (bis etwa 1968) und schließlich nach Gründung der DKP eine recht enge Beziehung zu dieser, ohne jedoch das weltanschauliche Fundament der Kommunisten zu übernehmen. Manfred Rowold geht, diese Phasen zusammenfassend, von einer „linken Sammlung“ aus.
Seit ihrer Gründung wurde der DFU von politischen Gegnern, insbesondere der SPD, vorgehalten, sie sei kommunistisch dominiert, ja eine Marionette der SED bzw. der DDR. So löste eine 1961 erschienene Broschüre der Hamburger SPD die Abkürzung DFU auf als „Die Freunde Ulbrichts“.  Die DFU hatte von Beginn an offen dargelegt, dass sie die Beteiligung von Kommunisten trotz des KPD-Verbots begrüße und ihre Mitglieder und Gremien offizielle Gespräche mit Vertretern der DDR und der Sowjetunion führten, die Finanzierungsbeiträge aus der SED hatte sie allerdings nie zugegeben. Unstrittig ist heute, dass die SED schon allein über die finanzielle Förderung und die Anleitung von KPD-Mitgliedern erheblichen Einfluss in der DFU ausübte. Strittig blieb jedoch sowohl in der politischen als auch in der wissenschaftlichen Debatte, wie weit dieser Einfluss ging.
Vor allem für die Phase bis 1968 nehmen Politikwissenschaftler eine hohe Eigenständigkeit der DFU an. So stellt Rolf Schönfeldt fest, dass die Konflikte innerhalb der sehr heterogenen Partei „keineswegs hinreichend als Auseinandersetzungen von Kommunisten und Nicht-Kommunisten darstellbar“ seien, und verwirft daher die These, die DFU sei eine Volksfront-Organisation oder gar eine „kommunistische Hilfsorganisation“. Manfred Rowold und Stefan Immerfall beschreiben hingegen gerade für diese Phase interne Auseinandersetzungen vor allem um den Einfluss der Kommunisten, die keineswegs durchweg zugunsten der letzteren ausgingen. Auf diese Auseinandersetzungen und deren wechselnde Ergebnisse weist auch Christoph Stamm hin. Der südkoreanische Zeithistoriker Dong-Ki Lee vertritt, dass „einer pauschalen Beurteilung der DFU, nämlich dass die Infiltrationsarbeit und Fernsteuerung durch die SED sich bei ihren politischen Aktivitäten und Handlungen von A bis Z durchgesetzt habe“, entgegenzutreten sei, und unterfüttert dies durch die Pläne der DFU zu einer deutschen Konföderation, die sich deutlich von denen der SED unterschieden.
Nach der Gründung der Deutschen Kommunistischen Partei (DKP) 1968 stand sie deren Politik sehr nahe und ist etwa von dem Politikwissenschaftler Armin Pfahl-Traughber als DKP-Vorfeldorganisation bezeichnet worden.

## Wahlen

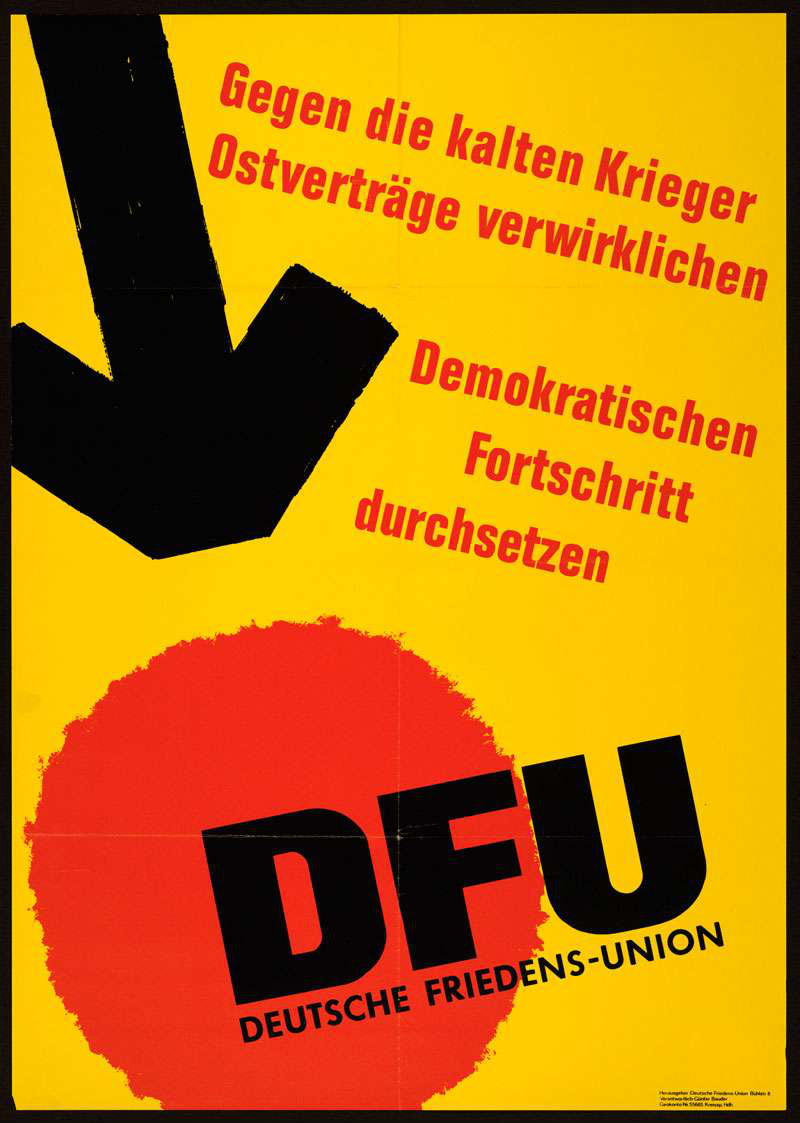
Plakat zur Landtagswahl in Baden-Württemberg 1972

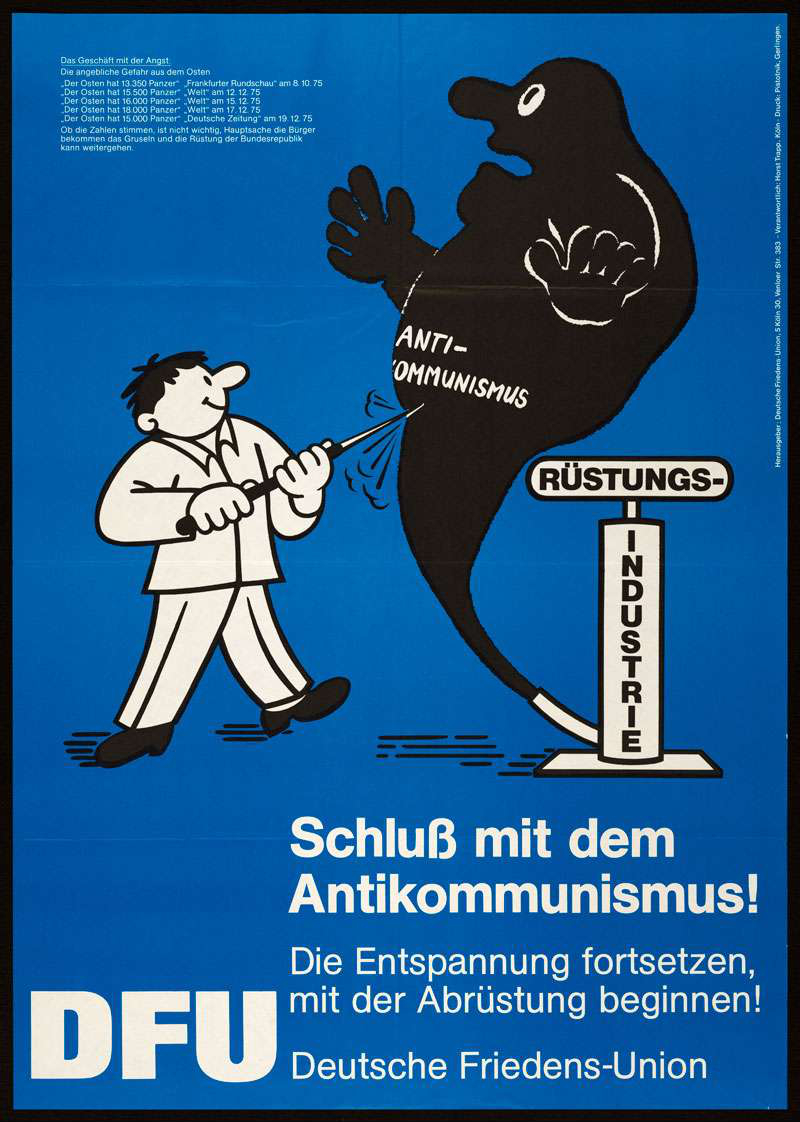
Plakat zur Landtagswahl in Baden-Württemberg 1976

### Bundestagswahlen
- Bundestagswahl 1961: 609.918 Stimmen; 1,9 %
- Bundestagswahl 1965: 434.182 Stimmen; 1,3 % (– 0,6 %)

### Landtagswahlen
- Baden-Württemberg

1964: 49.191 Stimmen; 1,4 %
1972: 587 Stimmen; 0,0 % (nur Einzelkandidaturen)
1976: 557 Stimmen; 0,0 % (nur Einzelkandidaturen)
- Bayern

1962: 84.879 Stimmen; 0,9 %
- Bremen

1963: 10.607 Stimmen; 2,7 %
1967: 17.240 Stimmen; 4,2 % (+ 1,5 %)
- Hamburg

1961: 28.511 Stimmen; 2,9 %
- Hessen

1962: 64.956 Stimmen; 2,5 %
- Niedersachsen

1963: 19.749 Stimmen; 0,6 %
1967: 29.273 Stimmen; 0,8 % (+ 0,2 %)
1982: 425 Stimmen; 0,0 % (nur Einzelkandidaturen)
- Nordrhein-Westfalen

1962: 164.333 Stimmen; 2,0 %
- Rheinland-Pfalz

1963: 23.585 Stimmen; 1,3 %
1967: 22.871 Stimmen; 1,2 % (– 0,1 %)
- Schleswig-Holstein

1962: 13.758 Stimmen; 1,2 %
1967: 11.517 Stimmen; 0,9 % (– 0,3 %)

### Kommunalwahlen
Je nach örtlicher Verankerung trat die DFU auch bei Kommunalwahlen an. In Einzelfällen erreichte sie dabei Erfolge, so etwa in der alten KPD-Hochburg Ueberau, wo sie bei der Kommunalwahl 1968 38 Prozent der Stimmen erzielte.

### Abgeordnete
Arno Behrisch: Bundestag (für die SPD gewählt, Parteiübertritt zur DFU: 1961)

## Mitgliederzahlen
Zu den Mitgliederzahlen sind keine verlässlichen Angaben vorhanden. Als wahrscheinlich gilt eine fünfstellige Mitgliederzahl in den 1960er Jahren, die jedoch nach der Gründung der DKP zurückging. So schätzten die Politikwissenschaftler Richard Stöss und Horst W. Schmollinger, dass die Partei 1963 ca. 10.000 bis 12.000 Mitglieder gehabt habe, diese Zahl aber bis 1972 auf etwa 3000 zurückgegangen sei. In einer geheimen Hausmitteilung für Albert Norden, Mitglied des ZK der SED, schätzte Heinz Geggel im Februar 1973 die Mitgliederzahl der DFU auf 5000 bis 6000.

## Bekannte Mitglieder
- siehe Kategorie:DFU-Mitglied

## Presseerzeugnisse
Ausweg, Köln (1962–1964); DFU-Information, Gießen (1962); DFU-Korrespondenz, Köln (1961–1962); DFU-Landespressedienst, Frankfurt am Main (1963); DFU-Nachrichten für die Presse, Frankfurt am Main (1965–1966); DFU-Pressedienst, Köln (1961–?); DFU-Politische Kommentare, Köln, (1962); Der Neue Ruf, Hannover (1961–1964); notiert, Köln (1962–1963).
Als der DFU nahestehende Zeitungen galten das Westdeutsche Tageblatt (Dortmund) und die ursprünglich als Organ des BdD 1953 gegründete Deutsche Volkszeitung.